# Ouville-l'Abbaye
Ouville-l'Abbaye is een gemeente in het Franse departement Seine-Maritime (regio Normandië) en telt 553 inwoners (1999). De plaats maakt deel uit van het arrondissement Rouen.

## Geografie
De oppervlakte van Ouville-l'Abbaye bedraagt 7,3 km², de bevolkingsdichtheid is 75,8 inwoners per km².
De onderstaande kaart toont de ligging van Ouville-l'Abbaye met de belangrijkste infrastructuur en aangrenzende gemeenten.

## Demografie
Onderstaande figuur toont het verloop van het inwonertal (bron: INSEE-tellingen).